# Hidroelektrarna Vuhred
Hidroelektrarna Vuhred (kratica HE Vuhred) je ena izmed hidroelektrarn v Sloveniji; leži na reki Dravi. Spada pod podjetje Dravske elektrarne Maribor.

## Zgodovina
Gradnja se je začela leta 1952 in končala leta 1958. To je bila prva elektrarna na področju celotne SFRJ, ki je bila zgrajena izključno na podlagi lastnih izkušenj in popolnoma opremljena z domačo proizvedeno opremo. Leta 1956 so zagnali že prva dva agregata.
Izkorišča 10,3 milijona m³ veliko akumulacijsko jezero. Elektrarna lahko deluje z največjo močjo 72 MW in na leto proizvede 297 milijonov kWh.